# Free Fire World Cup 2019

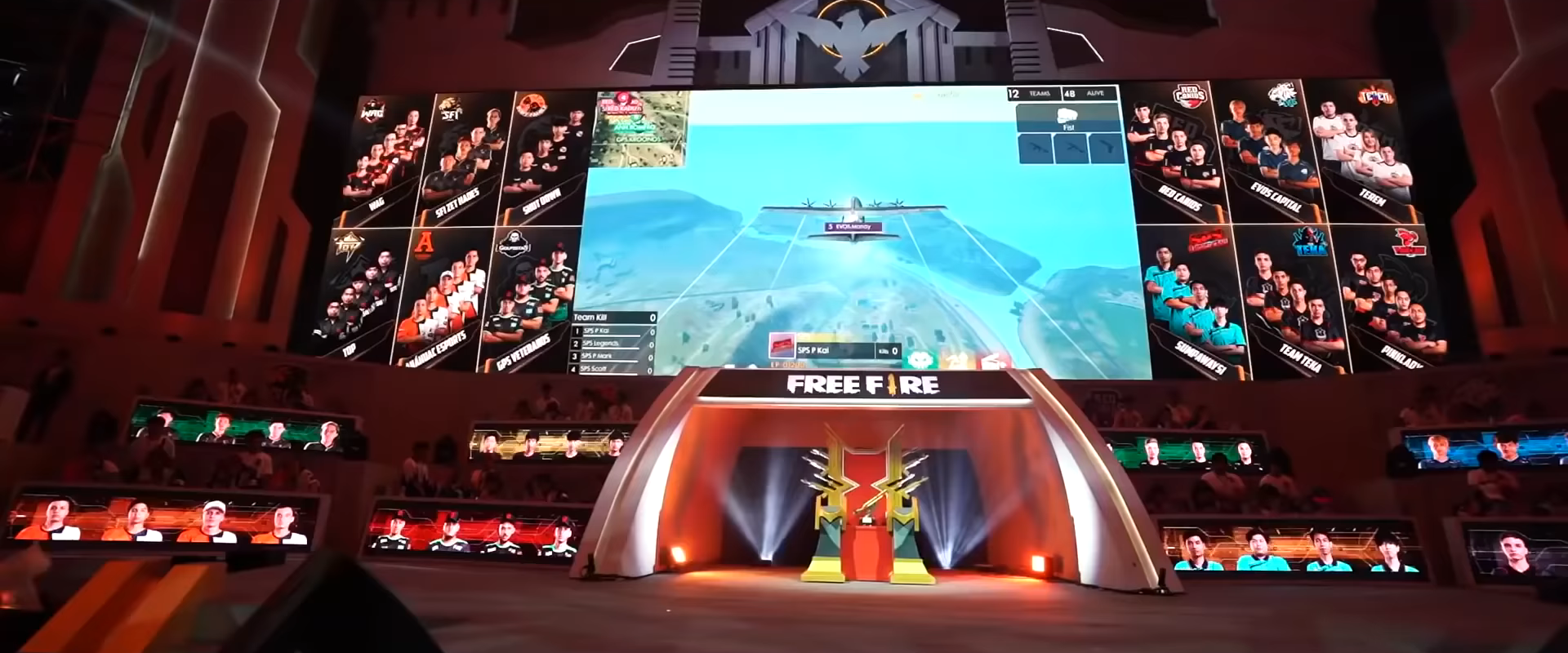
Imagem do evento

A Free Fire World Cup 2019 (pt: Copa do Mundo de Free Fire de 2019), foi o primeiro torneio a nível mundial do jogo Free Fire realizado pela Garena, desenvolvedora do jogo. Foi disputado no Centro de Convenções Bitec Bangna, em Bangkok na Tailândia no dia 7 de abril de 2019. o prêmio total foi de 100 mil dólares. O melhor jogador da competição foi Ariano "Kroonos" Ferreira.

## Classificação final
| Posição | Time                           | Prêmio      |
| ------- | ------------------------------ | ----------- |
| 1.º     | EVOS Capital                   | US$ 50 mil  |
| 2.º     | SUMPAWAYSI                     | US$ 20 mil  |
| 3.º     | SFI ZET HADES                  | US$ 10 mil  |
| 4.º     | WAG                            | US$ 4 mil   |
| 5—6º    | SHUT DOWN GPS VETERANOS        | US$ 2,5 mil |
| 7—8º    | PinkLady Anáhuac Esports       | US$ 1,5 mil |
| 9—12º   | TEAM TEKA RED Canids TOP TEREM | US$ 1 mil   |

## Premiações individuais
| Categoria                    | Vencedor | Equipe        | Prêmio    |
| ---------------------------- | -------- | ------------- | --------- |
| Most valuable player         | Kronos   | GPS Veteranos | US$ 2 mil |
| Maior tempo de sobrevivência | ShadowHP | WAG           | US$ 1 mil |
| Maior número de kills        | Mr13     | EVOS Capital  | US$ 1 mil |